# Grand Tour du Luxembourg
De Grand Tour du Luxembourg is een bewegwijzerde toeristische autoroute in Luxemburg. De lusvormige route is 462,15 kilometer lang en heeft als start- en eindpunt Schengen. Ze is bewegwijzerd met rechthoekige borden met het opschrift GTL. Binnen de Grand Tour werden zes regionale deeltrajecten gecreëerd: Eislek, Guttland, Minett,... 